# پرسی فیرکلاگ
پرسی فیرکلاگ (به انگلیسی: Percy Fairclough) بازیکن فوتبال زادهٔ ۱ فوریه ۱۸۵۸ اهل کشور انگلستان بود که سابقهٔ بازی در تیم ملی فوتبال انگلستان را در کارنامهٔ خود دارد. وی در تاریخ ۲ مارس ۱۸۷۸ تنها بازی ملی خود را در مقابل تیم ملی فوتبال اسکاتلند انجام داد.